# Tryggelev Sogn
Tryggelev Sogn ist eine Kirchspielsgemeinde (dän.: Sogn)
auf der Insel Langeland im Großen Belt im südlichen Dänemark.
Bis 1970 gehörte sie zur Harde Langelands Sønder Herred im damaligen Svendborg Amt, danach zur Sydlangeland Kommune im
Fyns Amt, die im Zuge der  Kommunalreform zum 1. Januar 2007 in der
Langeland Kommune in der Region Syddanmark aufgegangen ist.
Im Kirchspiel leben 310 Einwohner (Stand: 1. Januar 2023).
Im Kirchspiel liegt die Kirche „Tryggelev Kirke“.
Nachbargemeinden sind im Nordwesten Humble Sogn, im Nordosten Fodslette Sogn und im Süden Magleby Sogn.